# تیفنباخ (زاکسن)
تیفنباخ (به آلمانی: Tiefenbach) یک منطقهٔ مسکونی در آلمان است که در شتریگیشتال واقع شده‌است. تیفنباخ ۳٬۵۱۱ نفر جمعیت دارد.